# Willem van Hogendorp (1735-1784)

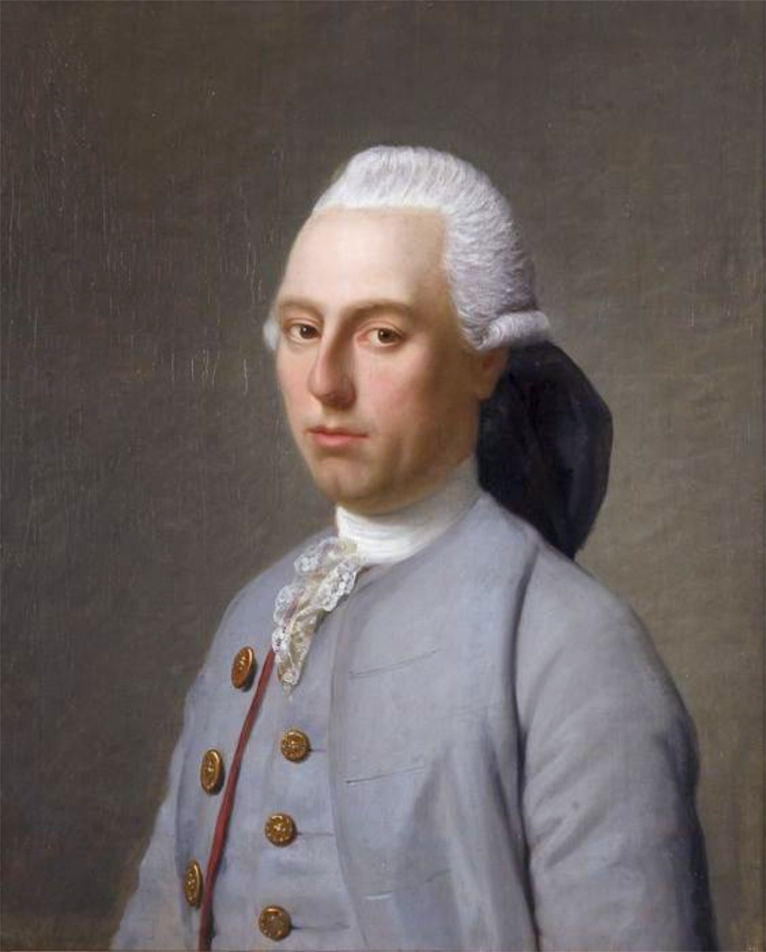
Willem van Hogendorp (1735-1784) (Benjamin Bolomey, ca. 1763-1773)

Willem van Hogendorp (Rotterdam, 23 juni 1735 - 1784) stamde uit het Rotterdamse geslacht Van Hogendorp. Hij was de enige zoon van mr. Diederik van Hogendorp en Catharina Wilhelmina gravin van Hogendorp. Hij promoveerde in de rechten in Leiden in 1754 en trouwde in 1760 met Carolina Wilhelmina van Haren (1741-1812), dochter van Onno Zwier van Haren. Willem speelde een actieve rol in de teloorgang van de reputatie van zijn schoonvader. Zij kregen 6 kinderen, Dirk (1761-1822) en Gijsbert Karel (1762–1834), Willem Hogendorp (1765-1835) Geertruide (1765-1800), Anna (1766-1802) en Frederik (1769-1804).
In 1759 werd Willem lid van het Collegie van Schepenen in Haarlem. In 1763 werd hij lid van de vroedschap in Rotterdam en werd uiteindelijk regent van Rotterdam. De Republiek werd in 1772 getroffen door een reeks faillissementen. Dit was nog een gevolg van de Zevenjarige Oorlog en van slechte beleggingen in de Britse Oost-Indische Compagnie. Ook Willem van Hogendorp had schulden gemaakt en daarom vertrok hij in 1773 in dienst van de VOC op de Pallas naar Indië en werd met een aanbeveling van de Prins van Oranje in 1774 aangesteld tot resident van Rembang en vanaf 1777 als administrateur van de pakhuizen van de Compagnie op het eiland Onrust, een lucratieve positie om zichzelf met illegale maar gebruikelijke privéhandel te verrijken. In 1777 had hij de buitenplaats Sion kunnen erven mits hij zijn schulden zou hebben afbetaald. Dat was toen nog niet het geval, en de buitenplaats ging daarom over aan zijn neef Johan Francois van Hogendorp. Zijn vermogen groeide echter aanzienlijk, want in 1783, nog voordat hij naar huis terugkeerde, was hij in staat zijn schulden af te betalen en de buitenplaats te kopen. Daar heeft hij echter niet meer van kunnen genieten; in 1784 aanvaardde hij de terugreis naar het vaderland, maar zijn schip "Harmonia" is met man en muis vergaan.
Willem van Hogendorp was een van de oprichters (1778) van het Bataviaasch Genootschap voor Kunsten en Wetenschappen. Door verschillende publicaties heeft hij getracht belangstelling te wekken voor de kolonie en haar bewoners. Hij was een voorstander van het inenten tegen pokken en financierde een door het Bataviaasch Genootschap uitgeschreven prijsvraag voor een essay over inenting tegen pokken. Hij schreef de novelle Sophronisba (1779) waarin de voordelen van het inenten werden getoond. Een tweede novelle, Kraspoekol (1780), riep op om slaven goed te behandelen. Beide werken waren geen literaire hoogstandjes, maar hadden wel enig effect.

## Publicaties
- Korte schets van de bezittingen der Nederlands Oost-Indische Maatschappij, benevens eene beschrijving van het koningrijk Jacatra en de stad Batavia
- Beschrijving van het eiland Timor voor zoover het tot nog toe bekend is, waarbij gevoegd is de beschrijving van eenige nabij gelegen eilanden
- Sophronisba of de gelukkige moeder door de inenting van hare dochters, ter lezing voorgesteld aan de moeders te Batavia (geschreven ter bevordering van de inenting tegen de pokken in Indië)
- Redevoering der inenting tot de ingezetenen in Batavia
- Kraspoekol, of de droevige gevolgen van eene te verregaande strengheid jegens de Slaaven